# Turboréacteur à double flux

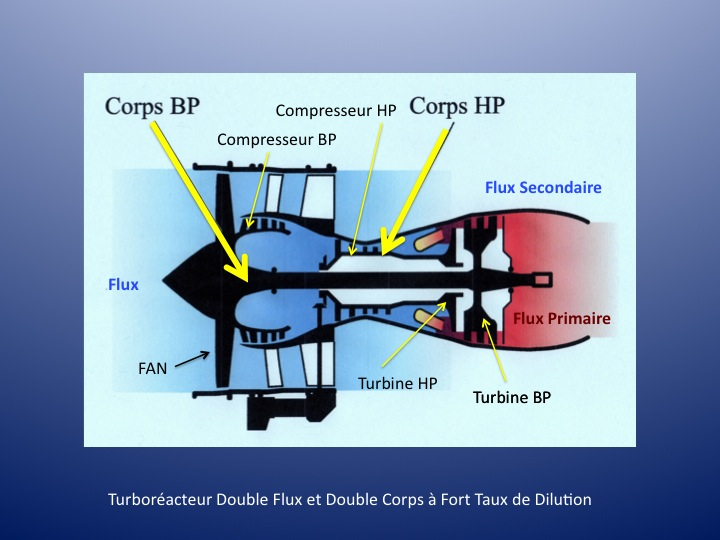
Turboréacteur double corps double flux.

Turboréacteur à double flux :
A. Corps BP (bleu)
B. Corps HP (jaune)
C. Parties fixes (vert).
1. Entrée d'air
2. Soufflante
3. Compresseur basse pression
4. Compresseur haute pression
5. Chambre de combustion
6. Turbine haute pression
7. Turbine basse pression
8. Tuyère des gaz chauds
9. Tuyère de la soufflante.

Un turboréacteur à double flux (dit en anglais turbofan) est un moteur à réaction dérivé du turboréacteur. Il s’en distingue essentiellement par le fait que la poussée est obtenue non seulement par l’éjection de gaz chauds, mais aussi par un flux d’air froid — ce dernier flux peut même fournir davantage de force (mesurée en kilonewtons) que le flux chaud.
L'air entrant à l’avant du moteur se divise en deux parties qui suivent deux parcours distincts avant de se rejoindre à la sortie. Le flux dit primaire, comme dans le cas d’un turboréacteur à simple flux, pénètre au cœur du moteur où il est chauffé avant d’être éjecté, quand le flux secondaire est dérivé en périphérie dans un anneau extérieur, concentrique au cœur.
Les turboréacteurs à double flux présentent divers avantages sur les turboréacteurs à simple flux : ils consomment moins de carburant, ce qui les rend plus économiques dans le cadre d’une exploitation commerciale et moins polluants, et ils génèrent également moins de pollution sonore.
Le taux de dilution est le rapport de la masse du flux secondaire sur le flux primaire.
L’aviation commerciale recherche des moteurs à hauts taux de dilution, pour obtenir un meilleur rendement, maximiser les économies de carburant et diminuer au maximum les inconvénients environnementaux (pollution gazeuse, bruit). À l’inverse, les producteurs d’avions militaires, qui recherchent avant tout des vitesses élevées et de fortes poussées, privilégient les faibles taux de dilution.
Le moteur à double flux le plus puissant en service en 2020 est le General Electric GE90-115B — en service notamment sur la deuxième génération de B777 — capable de développer 512 kN de poussée.

## Classement

### Soufflante solidaire de l'arbre basse pression

#### Réacteur à faible taux de dilution

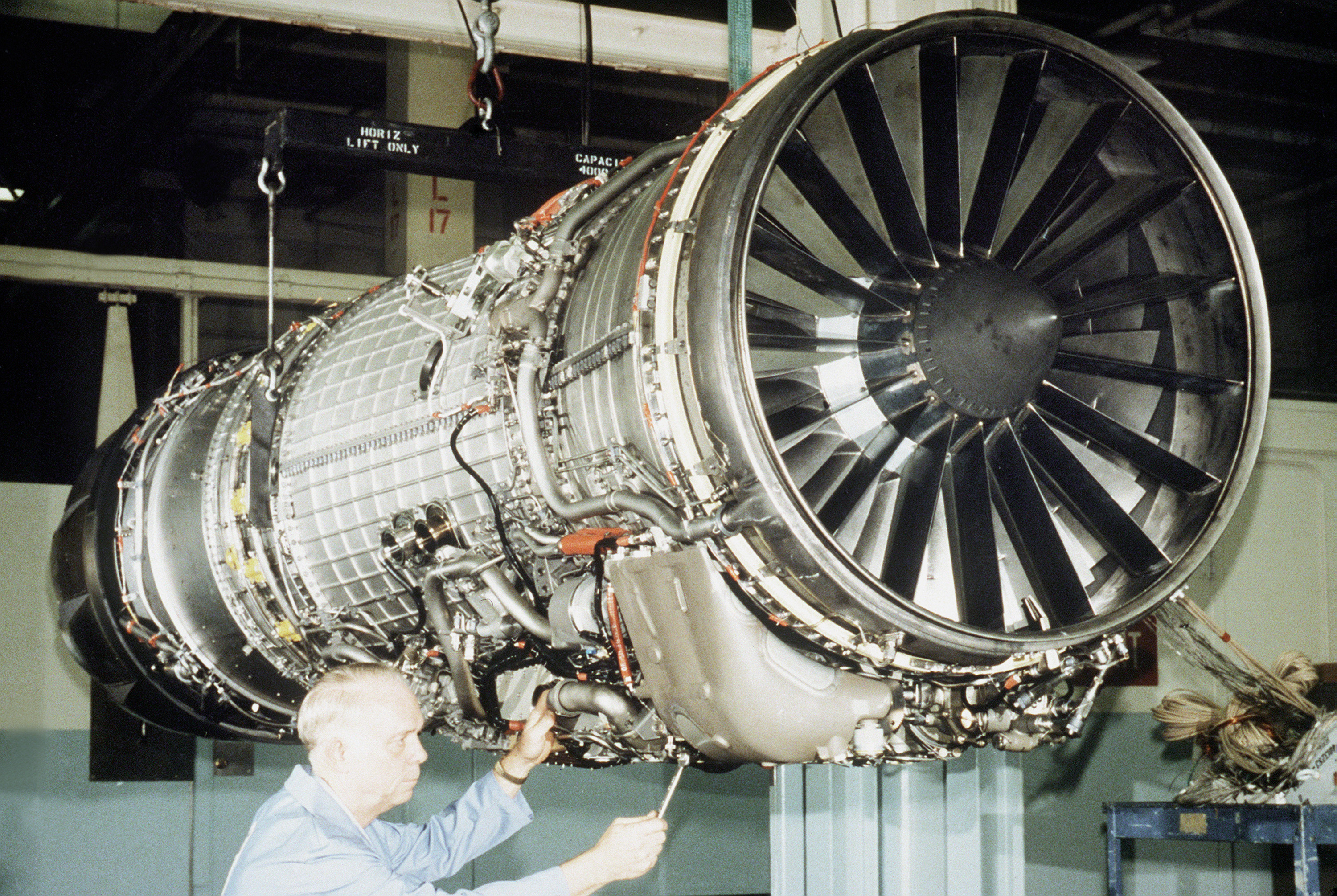
Général Electric F110, exemple de réacteur à faible taux de dilution, typique des avions de combat.

Son taux de dilution est compris entre 0,2 et 2. Premier type de turboréacteur à double flux à avoir été mis au point, les armées le mettent rapidement largement en usage. Il conquiert également rapidement les faveurs de l’aviation civile avant que celle-ci n’adopte les réacteurs à fort taux de dilution, dans lesquels le flux froid fournit l’essentiel de la force de propulsion.
Plus gourmands en carburant mais permettant d’atteindre des vitesses comprises entre Mach 1 et 2, les turboréacteurs double flux à faible taux de dilution sont principalement utilisés par l’aviation militaire. Cependant quelques aéronefs commerciaux ont longtemps continué eux aussi d’y avoir recours : ainsi du MD-83 propulsé par le Pratt & Whitney JT8D ou le Fokker 100 motorisé par le Rolls-Royce Tay.

#### Réacteur à fort taux de dilution

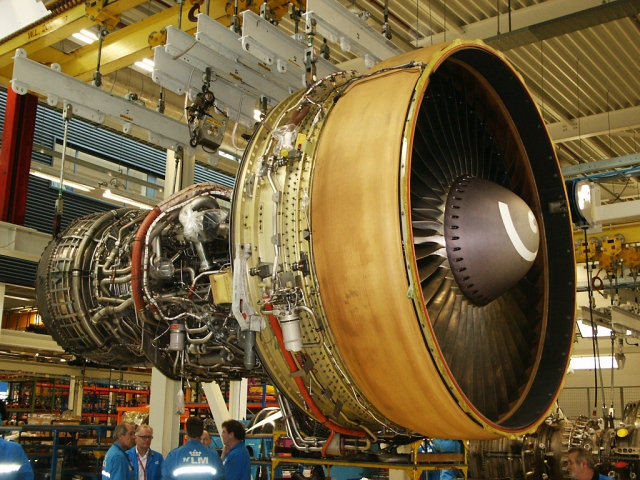
Général Electric CF6, exemple de turboréacteur à haut taux de dilution utilisé sur les avions de ligne.

Les réacteurs dits « à haut taux de dilution » sont ceux possédant un rapport supérieur à 5 pour 1. Ces moteurs représentent une évolution des premiers turboréacteurs et sont utilisés en particulier sur des aéronefs civils. La majeure partie de la poussée, autour de 80 %, provient de la soufflante située dans l'entrée d'air. Elle fait partie du corps basse pression, animé par la turbine BP. Le corps haute pression, ou générateur de gaz, est situé tout autour de l'arbre du corps BP. Il regroupe le compresseur HP, la chambre de combustion annulaire, et la turbine HP. Les gaz issus de la turbine HP entraînent la turbine BP, laquelle entraîne la soufflante. Les deux corps HP et BP tournent à des vitesses différentes. Les gaz, après avoir traversé les étages de turbines HP et BP, sont  éjectés par la tuyère du générateur, fournissant les 20 % de poussée restants.
Les moteurs de conception plus récente ont un taux de dilution proche de 10 pour 1 ; c'est le cas des moteurs GEnx qui propulsent le Dreamliner de Boeing ou des Trent 7000 qui équipent les A330neo d’Airbus. C'est aussi le cas de réacteur récent pour des avoins court-couriers, telque le LEAP de CFM. Cependant, un moteur atypique parvient à obtenir un taux proche de 17, le Kouznetsov NK-93.
La combinaison des hautes dilutions et d’une forte compression a fait apparaître des limites. En effet, compresseurs et turbines doivent tourner à des vitesses plus élevées, alors que la soufflante, de par ses dimensions, ne peut continuer de voir sa vitesse augmenter. D'autres conceptions permettent de diminuer la vitesse de la soufflante tout en augmentant ses dimensions.

### Soufflante à réducteur
Tant que la soufflante est directement solidaire du compresseur basse pression, l'augmentation du taux de dilution est limitée. En effet, il ne faut pas que les extrémités des pales deviennent transsoniques. On ne peut donc pas augmenter trop le diamètre de la soufflante, sauf à réduire la vitesse de rotation de l'arbre basse pression, ce qui réduirait alors le rendement de la turbine et des compresseur. Une solution envisageable est alors de placer un réducteur mécanique, de type épicycloïdal, permettant à la soufflante de tourner à un régime inférieur à celui de l'arbre basse pression.
Ce principe, appelé turbosoufflante à engrenage (geared turbofan), est ancien, il a a été expérimenté dès 1952 avec le Turbomeca Aspin. Le Garrett TFE731 (environ 15 kN) équipe de nombreux avions d'affaires et d'entraînement depuis le début des années 1970. Le Lycoming ALF 502 (environ 30 kN) a volé en 1980 et équipé des avions d'affaires, ainsi que le British Aerospace 146. En revanche, il s'avéra extrêmement difficile d'appliquer le même principe à des réacteurs de plus grande taille, adaptés aux avions de ligne. Le projet IAE SuperFan destiné à l'Airbus A340, dans les années 1980, se heurta à des difficultés techniques insurmontables et fut abandonné en 1987.

### Soufflante non-carénée

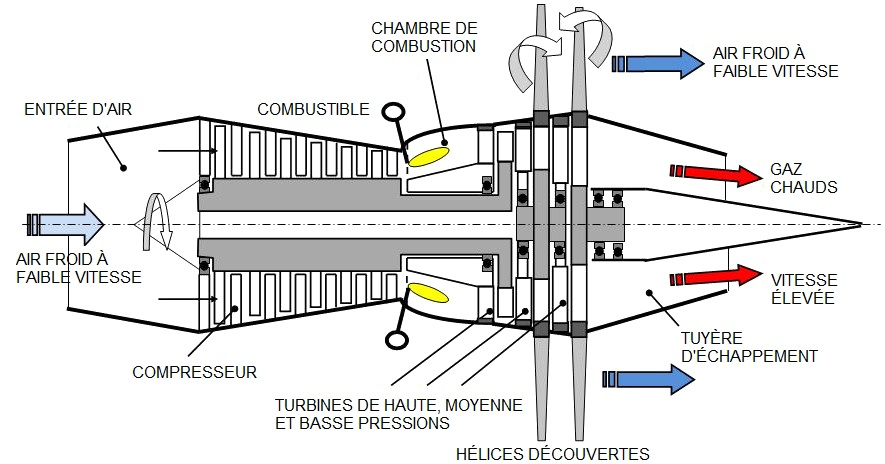
Diagramme de fonctionnement d'un moteur à soufflante non-carénée.

Un réacteur dit à soufflante non-carénée est d’une conception hybride, héritant à la fois du turboréacteur et du turbopropulseur. Il s’agit essentiellement d’un turboréacteur double flux dont la soufflante n’est pas enveloppée d’un carénage aérodynamique. Cette architecture doit permettre d’augmenter encore le taux de dilution, en autorisant d’agrandir encore les aubes de la soufflante sans avoir à élargir démesurément les nacelles, et donc d’améliorer un peu plus l’efficacité énergétique de ces moteurs en permettant, à poussée constante, une moindre consommation de carburant aviation.
Les objectifs actuels (2025) seraient d'atteindre un taux de dilution de 50/1 et donc de réduire de 20 % les consommations.
L’idée d’un tel moteur renaît (ce système ayant été utilisé sur les réacteurs Rateau mis au point durant la dernière guerre mondiale avec le A-65 qui était déjà à double flux à la faveur du deuxième choc pétrolier (1979) et les premières études ont lieu dans les années 1980 — le GE36, codéveloppé aux États-Unis par General Electric et la NASA est rendu public en 1986. Cette technologie n’emporte cependant pas une adhésion sans réserve des motoristes, en raison du fort bruit émis par le moteur en fonctionnement ainsi que les importantes vibrations qui seraient susceptibles d’entraîner une fatigue des matériaux prématurée et le danger que comporte l'usage d’hélices découvertes.
Au début du XXIe siècle, avec les perspectives d’épuisement des ressources pétrolières, ce type de moteur connaît un regain d’intérêt : General Electric en équipe un Cessna Citation à des fins de tests et Safran dévoile le prototype de l’open rotor en 2016. En 2023, ces deux sociétés, regroupées au sein de CFM International, proposent le développement d'un nouveau réacteur, le RISE,.

### Soufflante arrière
Un petit nombre de réacteurs de ce type ont été réalisés vers 1960. Cette conception reprend un moteur à simple flux existant, avec des modifications minimales. Une turbine supplémentaire est ajoutée à l'arrière du réacteur, elle est mécaniquement indépendante, et entraîne directement une soufflante, qui est donc placée derrière le moteur. Le General Electric CF700 est le seul réacteur de ce type à avoir été produit en grand nombre, il a équipé plusieurs modèles d'avions d'affaires.

### Sans soufflante

Schéma en coupe du Soloviev D-20.

Parmi les premiers réacteurs à double flux, à très faible taux de dilution, certains ne possédaient pas de soufflante : la séparation entre flux chaud et flux froid se faisait après les compresseurs basse pression. C'est le cas de moteurs comme le Rolls-Royce Spey, le Rolls-Royce RB.80 Conway, et le Soloviev D-20 soviétique.

## Composantes
- Entrée d'air : elle forme un canal d'admission légèrement divergent.
- Soufflante : située en tête du moteur, c'est un compresseur de taille plus grande que les autres, qui permet de diviser l'air entrant en deux flux. Le flux primaire passe à travers les compresseurs de basse et haute pressions[15].
- Compresseurs : de conception similaire à l'aubage frontal mais plus petits, leur fonction est d'augmenter la pression de l'air avant d'entrer dans la chambre de combustion. On utilise d'habitude des compresseurs de basse et haute pressions qui tournent autour d'axes concentriques, ce qui permet d'optimiser les vitesses de rotation par étapes, BP puis HP, pour accroître le rendement.
- Chambre de combustion : de forme annulaire, c'est le lieu où l'air pressurisé se mêle avec le combustible et est brûlé. Le produit de cette combustion est des gaz d'échappement chauds qui entraînent les turbines.
- Turbines : l'air chaud qui sort de la chambre de combustion passe à travers les aubes de plusieurs étages de turbine, assurant la rotation des arbres des compresseurs et de la soufflante. Dans les moteurs à bas taux de dilution, à un seul corps, le compresseur basse pression et la soufflante forment un même ensemble de rotation, alors qu'aux taux supérieurs on dispose d'un engrenage optimisant les vitesses de rotation de chaque composante : soufflante, compresseurs basse pression et compresseurs haute pression.
- Tuyère : l'éjection des gaz produit une poussée sur le principe d'action, réaction. Selon le type d'avion, le canal sera divergent ou convergent.
- Conduit du flux froid : il entoure le moteur. Il abrite les inverseurs de poussée.

## Systèmes

### Système antigel
Lorsqu'un avion vole dans une atmosphère humide et à une température proche au point de congélation de l'eau, cette humidité se dépose sur les surfaces de l'avion sous forme de gel. Ceci perturbe le flux d'air en raison de la génération de tourbillons, déséquilibre l'aéronef, produit des vibrations et facilite le décrochage.
Les turbofans sont équipés d'un système qui élimine le gel accumulé (fonte) et empêche sa formation (antigel). Les deux fonctions se réalisent moyennant le prélèvement d'air chaud du compresseur, au détriment d'autres parties du moteur ou du reste de l'avion (pour le renouvellement de l'air intérieur et la pressurisation de la cabine). Les composants situés derrière les aubes vont naturellement chauffer pendant le fonctionnement normal du moteur, de sorte que le gel s'accumule seulement à des vitesses de rotation basses et il n'y a pas lieu de décongeler. C'est pour cela que, l'air froid part de l'entrée d'air et les autres points susceptibles de souffrir de congélation s'arrêtent à la soufflante.

#### Incident du TACA 110
Le vol 110 de TACA était un vol régulier commercial international opéré par TACA Airlines, et reliant Belize à la Nouvelle-Orléans. Le 24 mai 1988, la météo n'était pas clémente avec des fortes précipitations, de la grêle, et des turbulences. À 16 500 pieds (5 029,2 m), et malgré la configuration correctement active des deux moteurs, ceux-ci se sont éteints, en laissant l'avion planer et sans aucune puissance électrique. Les pilotes firent appel au groupe auxiliaire de puissance lorsque l'avion franchit les 10 500 pieds (3 200,4 m), en restaurant la puissance électrique, et les pilotes ont réussi à effectuer un stupéfiant atterrissage d'urgence sans moteur au centre d'assemblage Michoud de la NASA à la Nouvelle-Orléans. Il n'y eut pas de blessé et l'aéronef a terminé, sans dégât majeur, à l'exception des dommages dans les moteurs causés par l'ingestion de grêle et par la surchauffe du réacteur droit.
L'incident du TACA 110 a permis un redesign des moteurs et le développement de systèmes FADEC (interface faisant le lien entre les pilotes et les moteurs), afin que des conditions météorologiques similaires ne conduisent plus à un arrêt de service brutal involontaire.

### Système de démarrage
Lorsque le moteur est arrêté au sol, il a besoin d'une source externe d'alimentation pour que le compresseur commence à tourner et que le combustible lui fournisse l'énergie dont il a besoin. Si le combustible brûlait dans un moteur sans rotation, il s'accumulerait sans rien produire d'efficace.
Pour éviter cela, un démarreur pneumatique est positionné dans une enceinte accessoire. Il est alimenté en air par un autre moteur, celui du groupe auxiliaire de puissance, ou bien directement par des moyens de substitution de fourniture électrique au sol. Il existe également des démarreurs électriques mais moins fréquents vu leur poids élevé.
Le débit du combustible est soigneusement contrôlé pour tenir compte du faible rendement du compresseur à bas régime et des purges sont régulièrement effectuées jusqu'à atteindre une vitesse auto-entretenue. Pendant ce processus, le moteur peut sembler immobile. Une fois cette vitesse atteinte, le démarreur se désengage pour éviter les dommages dus à une utilisation prolongée.

## Caractéristiques et paramètres

Comparaison de quelques

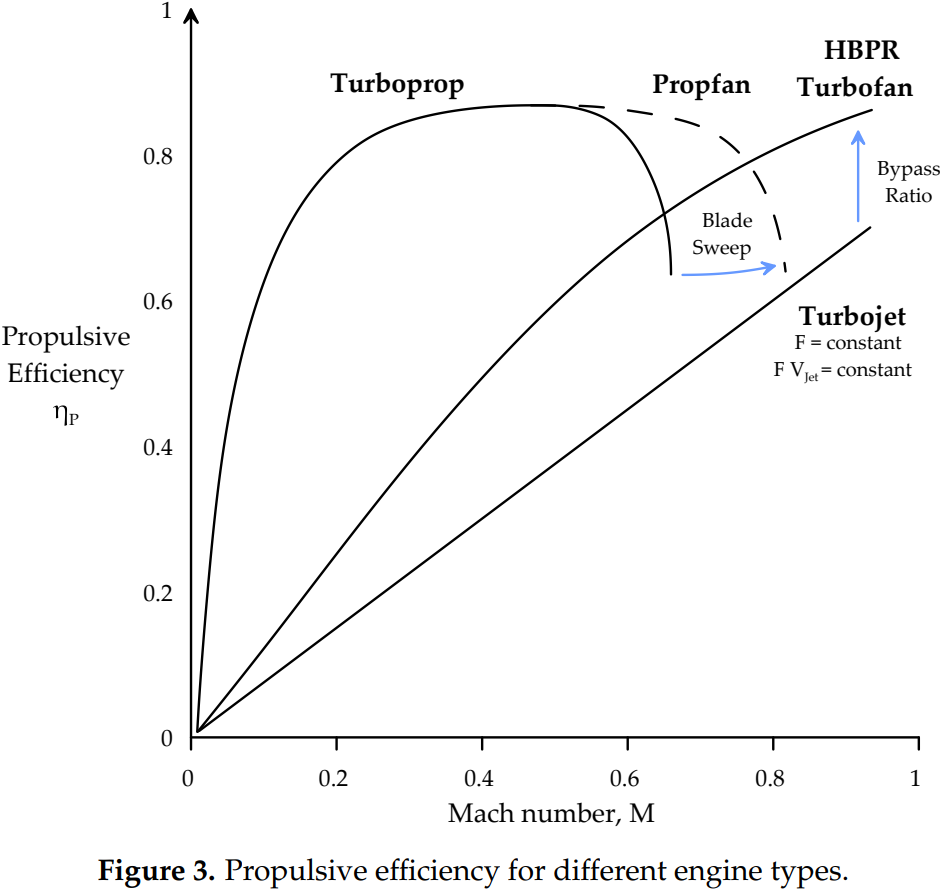
en fonction du nombre de Mach pour différents types de réacteurs.

1. Turboprop : Turbopropulseur (hélice)
2. Propfan   : Turboréacteur à soufflante non carénée
3. Turbojet  : Turboréacteur simple flux (réacteur à turbine vs pulsoréacteur et statoréacteur)
4. HBPR : high-bypass-ratio, haut taux de dilution
5. Turbofan  : Turboréacteur à double flux (soufflante carénée)

### Impact du taux de dilution dans la poussée
Le taux de dilution, noté {\displaystyle \lambda }, correspond au rapport du débit massique du flux secondaire sur celui du flux primaire : {\displaystyle \lambda ={\dot {m_{2}}}/{\dot {m_{1}}}}.
La poussée du turboréacteur à double flux est alors définie par {\displaystyle F={\dot {m_{s}}}V_{s}-{\dot {m_{e}}}V_{e}+\lambda {\dot {m_{1}}}V_{2}} et prend en compte le taux de dilution, avec 
- {\displaystyle F} la force (N)
- {\displaystyle V} la vitesse du flux (m/s)
- {\displaystyle {\dot {m}}} le débit massique (kg/s)

et où l'indice {\displaystyle s} fait référence à la sortie, {\displaystyle e} à l'entrée, et {\displaystyle 1} et {\displaystyle 2} respectivement au flux principal et flux secondaire.
La poussée est donc proportionnelle au taux de dilution, et le flux secondaire permet d'augmenter le débit traversant le moteur tout en rejetant de l'air froid.
Ceci explique l'intérêt d'augmenter le taux de dilution,.

### Rendement propulsif
Le rendement propulsif d'un turboréacteur est défini comme le rapport de la puissance fournie par le turboréacteur par la puissance fournie par le jet : 
{\displaystyle \eta _{p}={\frac {F.V_{e}}{{\frac {1}{2}}{\dot {m}}(V_{s}^{2}-V_{e}^{2})}}={\frac {2V_{e}}{V_{e}+V_{s}}}={\frac {V_{e}}{V_{e}+{\frac {1}{2}}{\frac {F}{\dot {m}}}}}}.
où la vitesse de sortie est une moyenne pondérée par les débits massiques des flux primaires et secondaires.